# Kepler-70 b
Kepler-70 b (KOI-55.01, parfois noté KOI-55 b) est une planète extrasolaire (exoplanète) confirmée en orbite autour de l'étoile Kepler-70 (KOI-55), une sous-naine (classe de luminosité VI) bleue-blanche (type spectral O) située dans la constellation boréale du Cygne ; et située à environ 4000 années-lumière du Système solaire.
Sa découverte par une équipe internationale conduite par Stéphane Charpinet a été annoncée en 2011.
Il s'agirait d'une planète chthonienne à période de révolution ultra-courte.
D'après le Catalogue des exoplanètes habitables (HEC) du laboratoire d'habitabilité planétaire (PHL) de l'Université de Porto Rico à Arecibo, il s'agit, au 1er septembre 2014, de la plus chaude des exoplanètes connues avec une température de surface estimée comme étant supérieure à celle de la surface du Soleil.

## Caractéristiques

### Masse, rayon et température
Kepler-70 b est probablement une exoplanète rocheuse avec une masse de 0,44 M⊕ et un rayon de 0,76 R⊕. Elle aurait une température de surface de 7143 K (6870 °C; 12 398 °F), avec un albédo estimé de 0,1, l'une des plus chaudes températures de surface connues sur toute exoplanète. Elle est encore plus chaude que la surface du Soleil (ceci d'environ ~1500 K).

### Orbite
Cette exoplanète a une période d'orbite dans les plus courtes de toutes les exoplanètes connues à ce jour, avec une période orbitale de 5,76 heures (345 minutes). La période orbitale la plus courte connue est celle de l'exoplanète PSR J1719-1438 b, qui serait aussi un vestige stellaire tournant autour de son astre hôte, un peu comme les planètes de Kepler-70.

### Étoile hôte
L'étoile hôte, Kepler-70 (aussi officiellement connu comme KOI-55, 2MASS J19452546 + 4105339 ou KIC 5807616), est une étoile sous-naine de type B, qui a dépassé le stade de géante rouge dans son cycle de vie - selon L'Encyclopédie des planètes extrasolaires - il y a environ 18,4 millions d'années. Elle a une température de surface de 27730 ± 270 K, près de 6 fois plus chaud que la température de surface du Soleil, qui lui a une température de surface de 5 778 K. L'étoile a une masse de 0,496 M☉ et un rayon de 0,203 R☉. Elle est appelée à devenir une naine blanche dans l'avenir, après la fusion du reste de l'hélium dans son noyau, et diminuer en taille jusqu'à environ la taille de la Terre.
La magnitude apparente de cette étoile (du point de vue de la Terre, donc) est 14,87. Par conséquent, Kepler-70 est bien trop faible pour être vue à l'œil nu.

### Rencontres internes à ce système
Il existe une seconde planète dans ce système stellaire Kepler-70 c, avec une orbite externe à Kepler-70 b, passant à 240 000 kilomètres (seulement) de Kepler-70 b lors de leur approche la plus proche, ce qui doit causer des forces de marée entre les deux planètes.
Ceci est actuellement l'approche la plus proche enregistrée entre les planètes.

## Origines
Les deux planètes étaient probablement des géantes gazeuses dont les orbites se sont réduites lorsqu'elles ont spiralés dans l'atmosphère externe de leur étoile hôte, qui était devenue une géante rouge. Leurs enveloppes gazeuses auraient été ainsi vaporisées en laissant à nu leurs noyaux solides, qui sont maintenant en orbite autour de l'étoile sous-naine.
Selon l'Encyclopédie des planètes extrasolaires, l'étoile a quitté la scène de la géante rouge il y a 18,4 millions d'années.